# Jean-Louis Gudin
Pour les articles homonymes, voir Gudin.
Jean-Louis Gudin, né le 1er octobre 1799 à Paris, où il est mort le 4 mars 1823, est un peintre et illustrateur français.

## Biographie
Jean-Louis Gudin naît le 1er octobre 1799 à Paris.
Élève d'Anne-Louis Girodet et de Horace Vernet, il expose Le Docteur Dubois donnant ses soins au général Kléber, blessé à l'attaque d'Alexandrie au Salon de 1822, suivi à titre posthume au Salon de 1824 d'Engagement entre des troupes françaises et autrichiennes.
Il meurt entre-temps noyé dans la Seine le 4 mars 1823, victime d'un accident,. Le canot à voile, sur lequel il naviguait avec son frère le peintre Théodore Gudin et un ami, l'aspirant de marine de Beaumont, chavire sous une arche du pont Louis XVI, devant le palais du Louvre. Leur ami Eugène Sue racontera les circonstances du naufrage en 1835 dans la Revue de Paris. Juste avant sa noyade, il illustre l'ouvrage De la natation et de son application à l'art de la guerre de Ludovic Le Compasseur, auquel il avait avoué son regret de n'avoir pas appris à nager.